# Pallas (Künstlervereinigung)
Pallas war eine Künstlervereinigung in Estland, die 1918 in Tartu gegründet wurde.

## Entstehung und Zusammensetzung
Nach der Februarrevolution 1917 im Russischen Reich, zu dem Estland damals gehörte, und der Abdankung von Nikolaus II. entstand unter der Provisorischen Regierung ein liberaleres Klima. So konnten viele Schriftsteller, die aus politischen Gründen im Exil waren, nach Estland zurückkehren, das zu dem Zeitpunkt vom Ersten Weltkrieg so gut wie unberührt war. Das führte u. a. im Mai 1917 zur Gründung der Vereinigung Siuru, die ursprünglich nicht als rein literarische Gruppierung gedacht war. Aber da die beiden Künstler Peet Aren und Otto Krusten den weiteren Treffen fernblieben, ist Siuru als rein literarische Vereinigung in die Geschichte eingegangen.

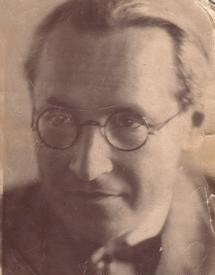
Julius Genss

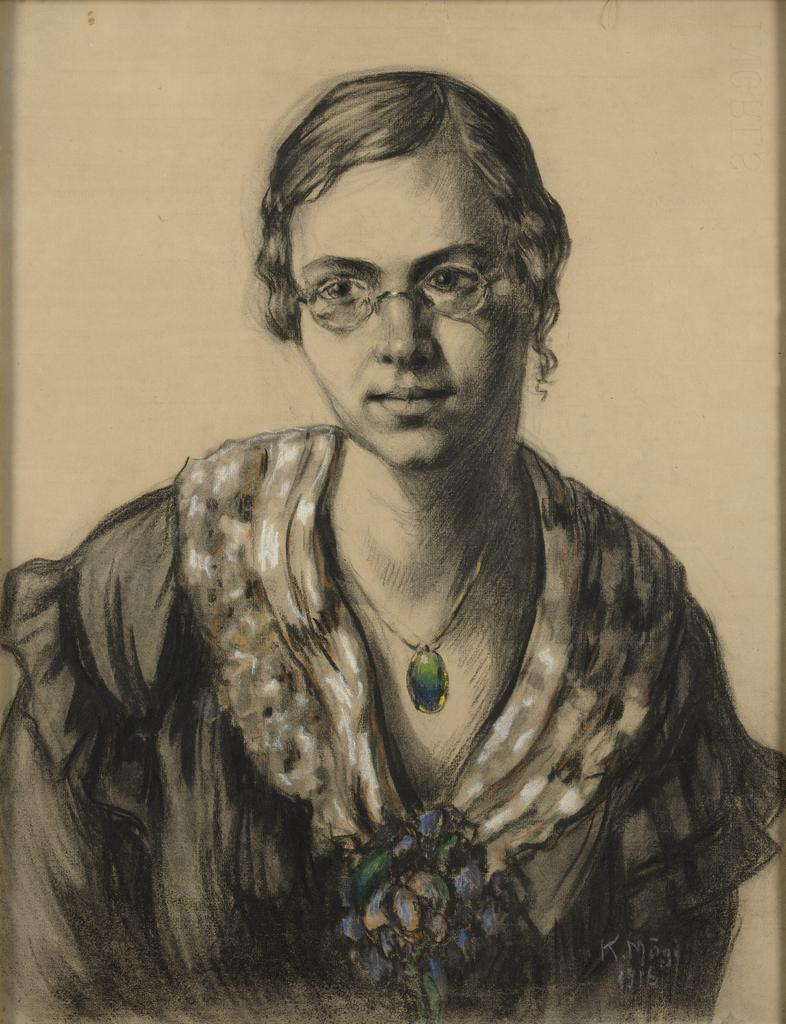
Konrad Mägi: Porträt von Marie Reisik (1887–1941)

Die Künstler schlossen sich am 21. Januar 1918, also ebenfalls noch vor der Unabhängigkeitserklärung Estlands am 24. Februar des gleichen Jahres, in Tartu zu einem Verband zusammen, der den Namen Pallas erhielt. Charakteristisch für die Orientierung der estnischen Kunst war, dass die meisten Gründungsmitglieder längere Zeit in Paris gelebt oder dort wenigstens studiert hatten: Die Maler Konrad Mägi, Ado Vabbe und Aleksander Tassa, der Kunsthistoriker und Kunstkritiker Julius Genss sowie die estnische Politikerin, Feministin und Journalistin Marie Reisik. Die Vereinigung breitete sich schnell aus und nahm bereits im nächsten Jahr auch Schriftsteller auf (August Alle, Johannes Semper, Gustav Suits, Friedebert Tuglas u. a.), womit die enge Zusammenarbeit der verschiedenen Kunstsparten im neuen Staat symbolisiert wurde.

## Tätigkeit
Vorrangiges Ziel der Vereinigung war die Verbesserung der Ausbildungsmöglichkeiten für heranwachsende Künstler, weswegen die Errichtung einer Kunst(hoch)schule Priorität hatte. Dieses gelang 1919 mit der Gründung der Kunstschule Pallas, die fünf Jahre später zur Kunsthochschule aufgewertet wurde.
Außerdem engagierte sich die Vereinigung auch für die Propagierung der estnischen Kultur im Ausland und brachte beispielsweise 1927 eine deutschsprachige Sammlung heraus:
- Almanach estnischer Dichtung und Kunst. Pallas-Verlag, Tartu 1927. 120 S. (enthält schwarz-weiß-Reproduktionen von Konrad Mägi, Voldemar Melnik, Anton Starkopf, Nikolai Triik, Ado Vabbe, Jaan Vahtra, Eduard Wiiralt, Gedichte von August Alle, Johannes Semper, Gustav Suits, Henrik Visnapuu, eine Burleske von Aleksander Tassa, Novellen von August Gailit und Friedebert Tuglas sowie einen Artikel über die estnische Bildende Kunst von Mart Pukits und einen Überblick über die estnische Dichtung von Henrik Visnapuu).

Nach der Sowjetisierung Estlands wurde die Vereinigung aufgelöst.

## Ausstellungen
Insgesamt organisierte der Verein 22 ordentliche Ausstellungen, zusätzlich dazu kleinere Sonderausstellungen. Auch wurde zeitgenössische Kunst aus dem Ausland ausgestellt – zum Beispiel bereits 1921 von Otto Dix, Natalija Sergejewna Gontscharowa oder Michail Fjodorowitsch Larionow –, wobei es sich allerdings um Arbeiten aus Privatsammlungen handelte.